# Symplectoscyphus rostratus
Symplectoscyphus rostratus is een hydroïdpoliep uit de familie Sertulariidae. De poliep komt uit het geslacht Symplectoscyphus. Symplectoscyphus rostratus werd in 1973 voor het eerst wetenschappelijk beschreven door Watson. 